# Serge Didier
Serge Didier, né le 24 octobre 1951 à Toulouse, est un homme politique et un avocat d'affaires.

## Biographie
C'est un ancien du groupe solidariste Mouvement jeune révolution, du Groupe action jeunesse (GAJ) et d'Occident.
Membre du Groupement de recherche et d'études pour la civilisation européenne pendant les années 1970, il était par ailleurs l'organisateur toulousain des réunions de Nouvelle École[réf. souhaitée].
Il est aujourd'hui inscrit au Barreau de Paris et conseille certains grands groupes français.
Il est membre du Parti républicain, adjoint au maire de Toulouse de 1983 à mars 2008 et conseiller régional de 1986 à mars 2010. En 1993, il est élu député de la troisième circonscription de la Haute-Garonne, mais sera battu par Pierre Cohen, maire de Ramonville-Saint-Agne, après la dissolution de 1997.

## Mandats

### Assemblée nationale
- Député de la troisième circonscription de la Haute-Garonne de 1993 à 1997

### Conseil régional de Midi-Pyrénées
- Conseiller régional de 1986 à mars 2010

### Communauté d'agglomération du Grand Toulouse
- Vice-président de ??? à mars 2008

### Commune deToulouse
- Adjoint au maire de 1983 à mars 2008